# Virgilio Barco Vargas
Virgilio Barco Vargas GColIH (Cúcuta, 17 de setembro de 1921 — Bogotá, 20 de maio de 1997) foi um engenheiro civil, diplomata e político colombiano, líder do Partido Liberal Colombiano e presidente de seu país entre 1986 e 1990.
Graduou-se em engenharia civil pelo Instituto de Tecnologia de Massachusetts em 1958. Entrou na política muito jovem, em 1943, quando se tornou membro do conselho municipal da cidade de Durania, pelo Partido Liberal. Foi eleito deputado no final da década de 1940, porém deixou o país devido à violência política entre liberais e conservadores.
Voltou ao país em 1954 para tentar negociar a paz, o que permitiu formar a Frente Nacional composta por liberais e conservadores, que durou duas décadas. Ele se tornou senador em 1958, deixando o cargo em 1961 para tornar-se embaixador no Reino Unido, permanecendo neste cargo até 1969. Também foi diretor do Banco Mundial e embaixador da Colômbia nos Estados Unidos.
Foi eleito presidente em 1986 com 58% dos votos. Apoiou programas de combate à pobreza, renovou o diálogo com a guerrilha de esquerda e lutou contra o tráfico de drogas.Em fevereiro de 1989 foi agraciado com o Grande-Colar da Ordem do Infante D. Henrique de Portugal.
Virgilio Barco Vargas foi pai de quatro filhos, entre eles Virgilio Barco Isakson e Carolina Barco.